# Leptataspis masoni
Leptataspis masoni är en insektsart som först beskrevs av William Lucas Distant 1879.  Leptataspis masoni ingår i släktet Leptataspis och familjen spottstritar. Inga underarter finns listade i Catalogue of Life.